# Казвелл (Мен)
Казвелл (англ. Caswell) — місто (англ. town) в США, в окрузі Арустук штату Мен. Населення — 293 особи (2020).

## Демографія
Згідно з переписом 2010 року, у місті мешкало 306 осіб у 134 домогосподарствах у складі 91 родини. Було 176 помешкань
Расовий склад населення:
| - 96,4 % — білих - 2,6 % — корінних американців - 0,3 % — чорних або афроамериканців |

До двох чи більше рас належало 0,7 %. Частка іспаномовних становила 0,3 % від усіх жителів.
За віковим діапазоном населення розподілялося таким чином: 22,9 % — особи молодші 18 років, 52,6 % — особи у віці 18—64 років, 24,5 % — особи у віці 65 років та старші. Медіана віку мешканця становила 45,3 року. На 100 осіб жіночої статі у місті припадало 100,0 чоловіків;  на 100 жінок у віці від 18 років та старших — 98,3 чоловіків також старших 18 років.
Середній дохід на одне домашнє господарство  становив 40 569 доларів США (медіана — 32 813), а середній дохід на одну сім'ю — 41 943 долари (медіана — 33 750). Медіана доходів становила 42 143 долари для чоловіків та 26 250 доларів для жінок. За межею бідності перебувало 39,0 % осіб, у тому числі 61,4 % дітей у віці до 18 років та 7,1 % осіб у віці 65 років та старших.
Цивільне працевлаштоване населення становило 80 осіб. Основні галузі зайнятості: освіта, охорона здоров'я та соціальна допомога — 38,8 %, науковці, спеціалісти, менеджери — 12,5 %, сільське господарство, лісництво, риболовля — 12,5 %.